# Johnny Boy
 (juillet 2021).
Si vous disposez d'ouvrages ou d'articles de référence ou si vous connaissez des sites web de qualité traitant du thème abordé ici, merci de compléter l'article en donnant les références utiles à sa vérifiabilité et en les liant à la section « Notes et références ».
Albums de Twenty One Pilots
No Phun Intended Twenty One Pilots (album)
Johnny Boy est un EP de Twenty One Pilots, sorti le 4 mai 2009. Le CD a été distribué aux premiers concerts du groupe.

## Liste des chansons
| 1. | Johnny Boy          | 4:39 |
| 2. | Air Catcher         | 4:13 |
| 3. | Time to Say Goodbye | 3:15 |
| 4. | Addict With a Pen   | 4:47 |
| 5. | Friend, Please      | 4:13 |
| 6. | Taxi Cab            | 4:46 |

## L'album
Cet EP était un CD de démonstration promotionnel pour leur premier album éponyme, Twenty One Pilots. La plupart des chansons ont été incorporées dans ce premier album, à l'exception de la chanson "Time to Say Goodbye", en raison de droits d'auteur. "Air Catcher" est publiée dans l'album dans une version différente. Un autre CD promotionnel a été distribué quelques jours avant la sortie de l'album éponyme à un concert.